# Mitchell Duke
Mitchell Duke, född 18 januari 1991, är en australisk fotbollsspelare som spelar för japanska Machida Zelvia. Duke har även spelat för det australiska landslaget.

## Karriär
I augusti 2021 värvades Duke av japanska Fagiano Okayama. Inför säsongen 2023 värvades han av Machida Zelvia.